# Hazel English
Hazel English (sinh ngày 27 tháng 11 năm 1990) là một nhạc sĩ nhạc indie pop người Mỹ gốc Úc có trụ sở tại Oakland, California.

## Cuộc đời và giáo dục
Trước khi đến với âm nhạc, English dành thời gian cho việc học viết sáng tạo ở Melbourne, Úc. Vào năm 2013, Hazel chuyển đến San Francisco cho một chương trình trao đổi sinh viên, và sau đó đến Oakland. Sự nghiệp âm nhạc của cô bắt đầu khi cô biểu diễn trong các buổi liveshow tại các quán cà phê, phòng trà... và với các nghệ sĩ địa phương. Cô đã gặp Jackson Phillips của ban nhạc Day Wave tại cửa hàng sách nơi cô làm việc tại thời điểm đó. Họ trở thành những cộng tác trong âm nhạc , với Phillips đồng sáng tác hầu hết các bài hát. Cô thành lập một ban nhạc, giữ tên Hazel English, và họ đã chơi buổi trình diễn đầu tiên của họ cho Craft Spells tại Great American Music Hall ở San Francisco vào ngày 09 tháng 9 năm 2015. Năm đó, English đã xuất bản ba bài hát đầu tiên của cô trên Soundcloud: "Never Going Home", "It’s Not Real" và "Fix".
Vào năm 2016, English đã phát hành một bản EP mang tên Never Never Home trên Marathon Artists Records và House Anxiety Records. Vào ngày 12 tháng 5 năm 2017, cô đã phát hành hai bản EP của mình, Just Give In/Never Going Home. 

### 2019 - 2020 -ShakingandWake UP!
Ngày 6 tháng 11 năm 2019, English phát phát hành đĩa đơn "Shakes", do Blake Stranathan đồng sáng tác và do Justin Raisen sản xuất. Stereogum cho biết bài hát này là một "cuộc đình công ngay tại trung tâm của psychedelia thập niên 60. Giai điệu cốt lõi lôi cuốn của nó tạo cảm giác tươi mới trong khi vẫn giữ được sự nhạy cảm trong hồi tưởng.” MV được đạo diễn bởi Erin S. Murray. Ngày 29 tháng 1 năm 2020, English thông báo trên Instagram rằng cô sẽ phát hành album đầu tay mang tên Wake UP!  vào ngày 24 tháng 4. Album được sản xuất bởi Justin Raisen ở Los Angeles và Ben H. Allen ở Atlanta. Wake UP! sau đó đã được phát hành vào ngày công bố và đã nhận được những đánh giá tích cực, các nhà phê bình ca ngợi sự phát triển của English kể từ các lần phát hành trước của cô.

## Danh sách bài hát
- Never Going Home (EP, 2016, Marathon Artists, House Anxiety)
- Just Give In/Never Going Home (2017, Marathon Artists, House Anxiety)
- Wake UP! (2020, Polyvinyl Records)